# Responsabilità extracontrattuale
La responsabilità extracontrattuale, o responsabilità aquiliana, è  un tipo di responsabilità giuridica prevista dall'art. 2043 c.c. nell'ordinamento giuridico italiano.

## Storia
Ha la sua origine in un plebiscito romano del III secolo a.C. denominato Lex Aquilia de damno (iniuria dato). Divenne Lex in seguito alla Lex Hortensia del 286 a.C. che equiparò il plebiscitum alla lex; Aquilia perché promossa dal tribuno Caio Aquilio; de damno iniuria datum perché era volta a punire quanti, con un loro comportamento contrario al jus (iniuria), avessero arrecato (datum) un qualsivoglia danno a beni appartenenti al soggetto interessato.
Essa introdusse nel diritto romano la responsabilità ex-delicto, ovvero il principio in virtù del quale la lesione di un diritto soggettivo assoluto (o "erga omnes", cioè opponibile a tutti: ad es. il diritto alla vita e quelli della persona, la proprietà e i diritti reali) obbliga l'autore della lesione a risarcire i danni patrimoniali e non patrimoniali.
Il danno è risarcibile, in linea di principio, se l'autore ha agito con dolo o con colpa, cioè quando l'evento è stato determinato in modo intenzionale (dolo) ovvero si è verificato a causa di negligenza, imprudenza o imperizia oppure dell'inosservanza di norme.
Fondamento della responsabilità aquiliana è il principio di convivenza del neminem laedere sostanzialmente corrispondente a quello ("non fare agli altri...") già presente nel pensiero orientale (Lao Tze) di un paio di secoli prima e, addirittura, nell'ancora più remoto Codice di Hammurabi, fino ad arrivare al successivo e più noto richiamo evangelico.
In quello fissato dal diritto romano vi si afferma, in termini e con effetti meno filosofici e più giuridici, la responsabilità che ogni individuo si assume per qualsiasi danno arrecato ad altri a causa del proprio comportamento riprovevole (perché lesivo di un diritto altrui) o colpevole (perché direttamente voluto ovvero frutto di una volontà "indiretta", cioè non sufficientemente cosciente, vigile o cauta). Ed è su tale riprovevolezza e su tale colpevolezza che, per la lex Aquilia, così come per gli ordinamenti giuridici moderni, si giustifica la sanzione (il risarcimento del danno) diretta a ripristinare i diritti lesi e a garantirne il rispetto.

## Responsabilità in diritto italiano
Solo con una storica sentenza della Corte di cassazione del 1971 ("Caso Meroni") tale responsabilità venne estesa anche per fatti lesivi dei diritti soggettivi relativi (ad es. diritti di credito) e, in seguito, anche degli interessi legittimi e delle posizioni o aspettative giuridiche tutelate dall'ordinamento. Ciò è avvenuto partire dalla sentenza n. 500/1999 (Cass., sez. un., 22.7.1999, n. 500, sez. III) con cui le sezioni unite della Corte di cassazione definirono «ingiusti» tutti quei pregiudizi che non possono rimanere a carico della vittima in quanto lesivi di interessi giuridicamente rilevanti: da allora l'ordinamento italiano ha ammesso la risarcibilità per la lesione di tutti gli interessi meritevoli di tutela.